# Choaspes furcata
Choaspes furcata, thường được biết đến với tên the Hooked Awlking, là một loài bướm thuộc họ Bướm nhảy.

## Range
The Hooked Awlking ranges in India along the Himalayas from Kashmir to Nepal, Sikkim và Assam) onto Myanma and West Trung Quốc và có thể Borneo.

## Status
Rare.